# MultiVita
MultiVita – średniozmineralizowana woda mineralna pochodząca z ujęcia „Kropla Minerałów” w Tyliczu w górach Beskidu Sądeckiego. Jedna z marek wód firmy The Coca-Cola Company. MultiVita zawiera pierwiastki występujące w źródłach tego regionu, takie jak: wapń, potas i magnez.
MultiVita dostępna jest w opakowaniu typu PET o pojemności 1,5 l.

## Historia
Rozlewnię wód w Tyliczu wybudował w 1992 roku polski przedsiębiorca Zbigniew Jakubas; początkowo właścicielem rozlewni była założona przez niego Grupa Kapitałowa Multico. W tym samym roku woda MultiVita została wprowadzona na rynek. Stała się popularna między innymi dzięki promocji w teleturnieju "Koło Fortuny" - główną nagrodą w programie był wówczas samochód Polonez Caro z zapasem MultiVity w bagażniku.
W listopadzie 2001 roku 87,5 wartości rozlewni kupiła grupa kapitałowa Maspex. Maspex został inwestorem strategicznym w spółce Multivita, będącej właścicielem rozlewni. W lipcu 2002 Maspex wykupił od Multico pozostałe udziały w spółce, stając się jej jedynym właścicielem. W okolicach maja 2003 Maspex sprzedał 100% udziałów w "Multivicie" firmom The Coca-Cola Company i Coca-Cola HBC Polska.

## Składniki
- kation wapniowy (Ca2+
) – 159,3 mg/l
- kation magnezowy (Mg2+
) – 50,4 mg/l
- kation sodowy (Na+
) – 80,6 mg/l
- kation potasowy (K+
) – 6,0 mg/l
- anion wodorowęglanowy (HCO−
3) – 918,2 mg/l
- anion siarczanowy (SO2−
4) – 17,5 mg/l
- anion chlorkowy (Cl−
) – 6,4 mg/l
- fluorki (F−
) – 0,2 mg/l

Łączna zawartość składników mineralnych wynosi 1255,0 mg/l.